# István Sándorfi

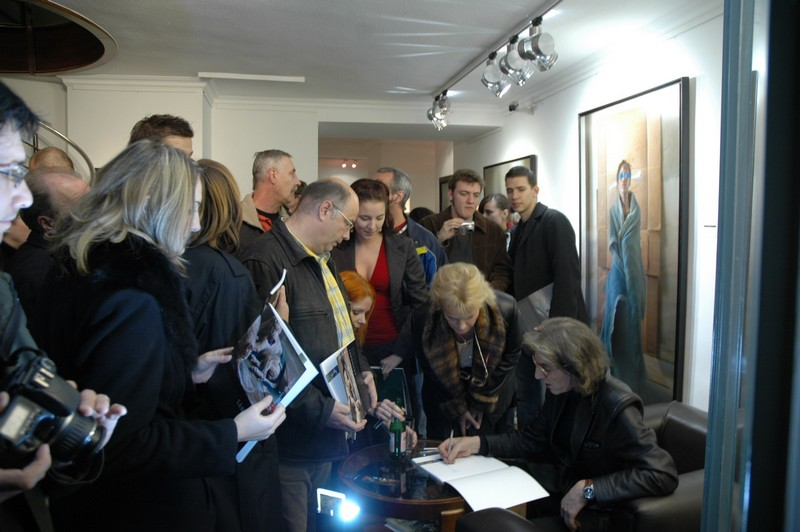
István Sándorfi in 2006

István Sándorfi (in Frankrijk meestal Étienne Sandorfi, Boedapest, 12 juni 1948 - Parijs, 26 december 2007) was een Hongaarse kunstschilder.

## Vroege leven
Omdat de vader van István Sándorfi voor een Amerikaanse maatschappij werkte, werd hij in 1950 voor vijf jaar opgesloten. Enkele dagen voor de Hongaarse Opstand in 1956 werd de vader van István vrijgelaten. Het gezin verliet Hongarije in hetzelfde jaar, woonde daarna eerst in Oostenrijk, daarna in Duitsland om zich uiteindelijk in Frankrijk te vestigen.
Sándorfi begon met tekenen toen hij acht was, toen hij twaalf werd begon hij te schilderen met olieverf. Een diploma haalde hij bij de École nationale supérieure des Beaux-Arts in Parijs en daarna ook een bij de École nationale supérieure des arts décoratifs waar hij studeerde.
István Sándorfi had twee dochters: Ange (1974) en Eve (1979).
De kunstenaar is na een kort ziekbed op 26 cecember 2007 overleden en volgens zijn laatste wil in Boedapest begraven.

## Kunst en werken
In en na 1970 is Sándorfi begonnen om zelf model voor zijn schilderingen te staan – hij hield er niet van dat vreemdelingen toekeken als hij schilderde. Zijn eerste kunstuitstalling werd in een kleine galerij in Parijs gehouden, later - in 1973 – gevolgd door de eerste grote uitstalling in de Musée d'Art Moderne de la Ville de Paris. Zijn werken konden daarna in verschillende musea in het buitenland bezichtigd worden, waaronder Kopenhagen, Rome, München, Brussel, Bazel, New York, Los Angeles en San Francisco.
Voor zijn schilderstukken heeft hij dikwijls vreemde voorwerpen of zelfs zeer vreemde beweging- en situaties gebruikt. De overheersende kleuren in zijn werken waren tussen 1970 en 1980 hoofdzakelijk blauw, lila en koude combinaties van deze twee kleuren. Na 1980 heeft hij zichzelf op meer vrolijke vormen en stillevens toegespitst. Vanaf 1988 schilderde hij hoofdzakelijk vrouwen.
In 2006 is zijn eerste Hongaarse uitstalling in Boedapest gehouden, gevolgd door een tweede in Debrecen (2007). Dit was zijn eerste bezoek aan Hongarije nadat hij zijn geboorteland als kind verliet.

## Tentoonstellingen
- 1966 - Galerie des Jeunes, Parys • Galerie de la Barbière, Le Barroux
- 1970 - Galerie 3+2, Parys
- 1973 - Musée d'Art Moderne de la Ville de Paris
- 1974 - Galerie Daniel Gervis, Parys
- 1975 - Galerie Beaubourg, Parys
- 1976 - Bucholz Galerie, München
- 1977, 1980 - Galerie Isy Brachot, Brussel
- 1978, 1981, 1983 - Galerie Isy Brachot, Parys
- 1979 - FIAC, Galerie Isy Brachot, Parys
- 1981 - Galerie Isy Brachot, Basel
- 1982 - Amaury Taitinger Gallery, New York
- 1984 - FIAC, Galerie Isy Brachot, Parys
- 1986 - Galerie Lavignes-Bastille, Parys - Galerie de Bellecour, Lyon
- 1987 - Lavignes-Bastille Gallery, Los Angeles - Hôtel de Ville, Nancy
- 1988 - Armory Show '88, Lavignes-Bastille Gallery, New York - Abbaye des Cordeliers, Châteauroux (retrospektief) - Louis K. Meisel Gallery, New York - FIAC, Galerie Lavignes-Bastille, Parys
- 1991 - Galerie Prazan-Fitussi, Parys
- 1993 - Galerie Guénéguaud, Parys - Galerie Mann, Parys
- 1994, 1997 - Jane Kahan Gallery, New York
- 1999 - Galerie Tempera, Brussel
- 1999-2000 - Gallerihuset, Kopenhagen
- 2006 - Erdész-Maklári Galéria, Boedapest
- 2007 - A test színeváltozása. Életműkiállítás, MODEM, Debrecen

- Biblioteca Nacional de España: XX5638888
- Bibliothèque nationale de France: cb13178677c (data)
- Gemeinsame Normdatei: 136817521
- International Standard Name Identifier: 0000 0001 1449 6957
- Library of Congress Control Number: n81142104
- Nationale bibliotheek van Australië: 36085459
- RKD-Nederlands Instituut voor Kunstgeschiedenis: 234947
- Système universitaire de documentation: 124422934
- Trove: 1209433
- Union List of Artist Names: 500061487
- Virtual International Authority File: 81099295
- WorldCat: E39PBJhhtYV6MKrcBdCX3wXmVC